# Kerstin Wilhelmson
Kerstin Henrietta Wilhelmson, född 31 augusti 1929 i Engelbrekts församling i Stockholm, död 1 februari 1997 i Katarina, var en svensk målare, tecknare och keramiker.
Hon var dotter till ingenjören Frans Wilhelmson och Ingeborg Bergström och gift 1949–1958 med ingenjören Carl-Otto Nahrendorf. Wilhelmson studerade vid Konstfackskolan i Stockholm 1947–1948 och 1952–1953 samt vid Signe Barths målarskola 1954–1955 och genom självstudier under ett flertal resor till Grekland. Separat ställde hon ut på bland annat Galerie S:t Nikolaus i Stockholm och hon medverkade i Nationalmuseums Unga tecknare och Liljevalchs konsthalls Stockholmssalonger. Bland hennes offentliga arbeten märks två keramiska väggdekorationer för Östermalmstorgs tunnelbanestation. Hennes konst består av landskapsskildringar från den grekiska arkipelagen och Sverige utförda som målningar eller teckningar.  